# 林依轮
林依轮（1970年4月4日—），满族，是中国大陆的流行音乐歌手，主要活跃于90年代至今，在90年代大陆流行乐坛享有一定地位，90年代过后林依轮的流行程度逐渐淡化。林依轮的代表作有歌曲《爱情鸟》、<透过开满鲜花的月亮>、《爱在2000》等。除演唱事业外，林依轮还曾经做过电视节目主持人、配音演员等工作，还曾为电影《马达加斯加》的中国版本配音，甚至考得厨师执照资格。

## 作品

### 音樂專輯
- 《爱情鸟》
- 《火火的歌谣》
- 《1996年精选集》
- 《爱情贵族》
- 《爱在2000》
- 《向快乐出发》
- 《夜来烧》
- 《信仰》
- 《欢乐音雄》

### 电影
- 2011 《隐婚男女》
- 2010 《无人驾驶》
- 2008 《微笑圈》
- 2008 《馬達加斯加2》
- 2007 《基因决定我爱你》
- 2006 《父子》
- 2006 《爱情故事》
- 2005 《再说一次我爱你》
- 2003 《黑白岁月》
- 2003 《都市没有地平线》

### 电视剧
- 2020 《小大夫》
- 2016 《我们最美好的十年》
- 2008 《奥运在我家》
- 2005 《孽火》
- 2004 《风满楼》 饰：熬少方
- 2004 《男人女人向前走》
- 2004 《靠近你温暖我》饰：杨怀特
- 2004 《求婚》 饰：楚歌
- 2004 《红十字星座》饰：范一鸣
- 2025 《临江仙》(网络剧)饰 东方尊者
- 2025 《驕陽似我》饰 姜平

### 音乐剧 舞台剧
- 贺岁舞台剧《想吃麻花现给您拧2》—情流感 饰：李欢
- 音乐舞台剧《周璇》男主角严华
- 音乐剧《我爱你I Love You》一人饰演多人
- 话剧《陪我看电视》饰演小芬的丈夫小李，这是全剧的中心人物之一

### 綜藝節目
- 2014年  舞动全城